# Luis Ángel de las Heras
Luis Ángel de las Heras Berzal (Segovia, España, 14 de junio de 1963) es un sacerdote claretiano y prelado español, obispo de Mondoñedo-Ferrol, entre 2016 y 2020, y de León a partir de 2020, siendo el 133.er titular del episcopado legionense.[cita requerida]

## Biografía

### Vida religiosa
Ingresó a los catorce años en el seminario menor de la Congregación de los Misioneros Hijos del Inmaculado Corazón de María de Segovia.
En 1981 comenzó el noviciado en el seminario de Los Negrales, Madrid, e hizo su primera profesión el 8 de septiembre de 1982. Ese mismo año inició los estudios de Filosofía y Teología en el Instituto Teológico Claretiano de Colmenar Viejo, adscrito a la Universidad Pontificia Comillas.
Realizó profesión perpetua el 26 de abril de 1986, año en que se licenció en sus estudios eclesiásticos. Al finalizar la formación inicial, fue destinado al equipo de Pastoral Juvenil de la provincia claretiana de Castilla. Regresa a la Universidad de Comillas y se graduó en Ciencias de la Educación. 
El 29 de octubre de 1988 es ordenado sacerdote, por el entonces obispo titular de Tisedi, Luis Gutiérrez Martín, también claretiano y de Segovia.
Tras ser ordenado, comenzó su ministerio en 1989 en las diferentes parroquias de su congregación, empezando por la parroquia de Nuestra Señora de la Aurora del barrio madrileño de Puente de Vallecas. En 1990 con varios claretianos y algunos laicos de la parroquia fundan la Asociación "Proyecto Aurora" (dedicada a la atención y acogida de drogodependientes en coordinación con "Proyecto Hombre"); la dirige hasta 1996.
En septiembre de 1995 fue nombrado auxiliar del prefecto de estudiantes en el seminario claretiano de Colmenar Viejo. 
Después pasó a ser formador de postulantes, superior y profesor de novicios en Los Negrales (Madrid). En Colmenar Viejo también ejerció como consultor, vicario provincial y prefecto de los seminaristas mayores. 
En la Confederación Claretiana de Aragón-Castilla y León es nombrado delegado de formación, entre 2004 y 2007.
Al término de su tarea como delegado de formación, fue elegido prefecto de Espiritualidad y Formación de la provincia claretiana de Santiago. 
Entre los años 2007 y 2012 fue también vicario provincial y prefecto de estudiantes y postulantes en Colmenar Viejo, además de profesor en el Instituto Teológico de Vida Religiosa y en la Escuela Regina Apostolorum de Madrid.
El 31 de diciembre de 2012 fue elegido superior provincial de los Misioneros Claretianos de la provincia de Santiago y, el 13 de noviembre de 2013, presidente de la Confederación Española de Religiosos (CONFER).

### Episcopado
El 16 de marzo de 2016, es nombrado por el papa Francisco como nuevo obispo de la diócesis de Mondoñedo-Ferrol, reemplazando a su anterior titular Manuel Sánchez Monge, quien había sido trasladado a la diócesis de Santander. 
Su ordenación episcopal se lleva a cabo en la catedral de Mondoñedo, el 7 de mayo de 2016, de manos de su metropolitano, Julián Barrio Barrio, arzobispo de Santiago de Compostela y en presencia de Renzo Fratini, nuncio del papa para España y Andorra.
El 21 de octubre de 2020 fue nombrado obispo de León, de la que tomó posesión el 19 de diciembre.